# Super League 2022-2023
La Super League 2022-2023, nota come Credit Suisse Super League 2022-2023 per motivi di sponsorizzazione, è stata la 126ª edizione della massima divisione del campionato svizzero di calcio, la 20ª edizione sotto l'attuale denominazione, con stagione regolare, iniziata il 16 luglio 2022 e che è terminata il 29 maggio 2023. Lo Zurigo era la squadra campione in carica. Lo Young Boys si è laureato campione per la sedicesima volta nella sua storia.

## Stagione

### Novità
Dalla Super League 2021-2022 è stato retrocesso in cadetteria il Losanna, classificatosi all'ultimo posto, mentre dalla Challenge League 2021-2022 è state promosso il Winterthur, vincitore della competizione.

### Formula
Le 10 squadre partecipanti si affrontano in un doppio girone all'italiana con partite di andata e ritorno per un totale di 36 giornate. Cinque squadre svizzere si qualificheranno alle coppe europee e al massimo una retrocederà.

## Squadre partecipanti
| Club         | Stagione | Città      | Stadio                | Stagione precedente          |
| ------------ | -------- | ---------- | --------------------- | ---------------------------- |
| Basilea      | dettagli | Basilea    | St. Jakob-Park        | 2º posto in Super League     |
| Grasshoppers | dettagli | Zurigo     | Stadio Letzigrund     | 8º posto in Super League     |
| Lucerna      | dettagli | Lucerna    | Swissporarena         | 9º posto in Super League     |
| Lugano       | dettagli | Lugano     | Stadio di Cornaredo   | 4º posto in Super League     |
| San Gallo    | dettagli | San Gallo  | Kybunpark             | 5º posto in Super League     |
| Servette     | dettagli | Ginevra    | Stade de Genève       | 6º posto in Super League     |
| Sion         | dettagli | Sion       | Stade Tourbillon      | 7º posto in Super League     |
| Winterthur   | dettagli | Winterthur | Stadion Schützenwiese | 1º posto in Challenge League |
| Young Boys   | dettagli | Berna      | Stadio Wankdorf       | 3º posto in Super League     |
| Zurigo       | dettagli | Zurigo     | Stadio Letzigrund     | 1º posto in Super League     |

## Allenatori e primatisti
| Squadra      | Allenatore | Giocatore più presente (tra parentesi il numero delle presenze) | Capocannoniere (tra parentesi il numero dei gol segnati) |
| ------------ | --- | --------------------------------------------------------------- | -------------------------------------------------------- |
| Basilea      | Alexander Frei (1ª-19ª) Heiko Vogel (20ª-36ª)                                                                                     | Andy Pelmard (34) Andy Diouf (34)                               | Zeki Amdouni (12)                                        |
| Grasshoppers | Giorgio Contini | Renat Dadaşov (34) Dominik Schmid (34) Petar Pusic (34)         | Hayao Kawabe (9)                                         |
| Lucerna      | Mario Frick | Pius Dorn (34) Ardon Jashari (34)                               | Max Meyer (11)                                           |
| Lugano       | Mattia Croci-Torti | Ousmane Doumbia (35) Jonathan Sabbatini (35)                    | Žan Celar (16)                                           |
| San Gallo    | Peter Zeidler | Jordi Quintillà (35) Leonidas Stergiou (35)                     | Emmanuel Latte Lath (14)                                 |
| Servette     | Alain Geiger | Patrick Pflücke (36)                                            | Chris Bedia (12)                                         |
| Sion         | Paolo Tramezzani (1ª-16ª) Fabio Celestini (17ª-22ª) Christian Constantin (23ª) David Bettoni (24ª-33ª) Paolo Tramezzani (34ª-36ª) | Numa Lavanchy (33)                                              | Giovanni Sio (9)                                         |
| Winterthur   | Bruno Berner | Matteo Di Giusto (35)                                           | Roman Buess (6) Matteo Di Giusto (6)                     |
| Young Boys   | Raphaël Wicky | Jean-Pierre Nsame (33) Fabian Rieder (33)                       | Jean-Pierre Nsame (21)                                   |
| Zurigo       | Franco Foda (1ª-8ª) Genesio Colatrella (9ª-10ª) Bo Henriksen (11ª-36ª)                                                            | Yanick Brecher (34)                                             | Aiyegun Tosin (12)                                       |

## Classifica finale
Fonte
|  | Pos. | Squadra      | Pt | G  | V  | N  | P  | GF | GS | DR  |
|  | ---- | ------------ | -- | -- | -- | -- | -- | -- | -- | --- |
|  | 1.   | Young Boys   | 74 | 36 | 21 | 11 | 4  | 82 | 30 | +52 |
|  | 2.   | Servette     | 58 | 36 | 14 | 16 | 6  | 53 | 46 | +7  |
|  | 3.   | Lugano       | 57 | 36 | 15 | 12 | 9  | 59 | 47 | +12 |
|  | 4.   | Lucerna      | 50 | 36 | 13 | 11 | 12 | 54 | 52 | +2  |
|  | 5.   | Basilea      | 47 | 36 | 11 | 14 | 11 | 51 | 50 | +1  |
|  | 6.   | San Gallo    | 45 | 36 | 11 | 12 | 13 | 66 | 52 | +14 |
|  | 7.   | Grasshoppers | 44 | 36 | 12 | 8  | 16 | 56 | 64 | -8  |
|  | 8.   | Zurigo       | 44 | 36 | 10 | 14 | 12 | 41 | 55 | -14 |
|  | 9.   | Winterthur   | 32 | 36 | 8  | 8  | 20 | 32 | 66 | -34 |
|  | 10.  | Sion         | 31 | 36 | 7  | 10 | 19 | 41 | 72 | -32 |

Legenda:
      Campione di Svizzera e ammessa al terzo turno di qualificazione della UEFA Champions League 2023-2024.
      Ammessa al secondo turno di qualificazione della UEFA Champions League 2023-2024.
      Ammesse alle qualificazioni della UEFA Europa Conference League 2023-2024.
  Ammessa allo spareggio promozione-retrocessione.
      Retrocessa in Challenge League 2023-2024.
Regolamento:
Tre punti a vittoria, uno a pareggio, zero a sconfitta.
In caso di arrivo di due o più squadre a pari punti, la graduatoria finale verrà stilata secondo la classifica avulsa tra le squadre interessate che prevede, in ordine, i seguenti criteri:
- Punti negli scontri diretti
- Differenza reti negli scontri diretti
- Differenza reti generale
- Reti realizzate in generale
- Sorteggio

## Risultati

### Tabellone

#### Prima fase
|              | BAS  | GRA  | LUC  | LUG  | SAN  | SER  | SIO  | WIN  | YOU  | ZUR  |
| ------------ | ---- | ---- | ---- | ---- | ---- | ---- | ---- | ---- | ---- | ---- |
| Basilea      | –––– | 5-1  | 2-3  | 0-2  | 3-2  | 1-1  | 0-0  | 3-1  | 0-0  | 0-0  |
| Grasshoppers | 1-0  | –––– | 1-3  | 2-1  | 3-2  | 2-3  | 4-4  | 3-0  | 1-2  | 1-1  |
| Lucerna      | 0-2  | 1-1  | –––– | 3-1  | 3-3  | 0-2  | 2-0  | 1-1  | 1-2  | 2-2  |
| Lugano       | 1-0  | 1-1  | 1-2  | –––– | 2-3  | 1-0  | 2-3  | 3-1  | 1-4  | 2-0  |
| San Gallo    | 1-1  | 2-1  | 4-1  | 1-1  | –––– | 1-1  | 1-2  | 2-0  | 2-1  | 2-0  |
| Servette     | 0-0  | 3-1  | 1-1  | 2-2  | 1-0  | –––– | 2-2  | 1-0  | 0-0  | 3-2  |
| Sion         | 2-1  | 2-2  | 2-0  | 2-3  | 2-7  | 0-0  | –––– | 1-3  | 0-3  | 0-1  |
| Winterthur   | 1-1  | 1-0  | 0-6  | 1-4  | 1-0  | 1-2  | 1-0  | –––– | 1-5  | 1-1  |
| Young Boys   | 3-1  | 1-1  | 3-0  | 3-0  | 2-1  | 3-0  | 1-1  | 5-1  | –––– | 4-0  |
| Zurigo       | 2-4  | 1-4  | 0-0  | 1-2  | 1-0  | 4-1  | 0-3  | 0-0  | 0-0  | –––– |

#### Seconda fase
|              | BAS  | GRA  | LUC  | LUG  | SAN  | SER  | SIO  | WIN  | YOU  | ZUR  |
| ------------ | ---- | ---- | ---- | ---- | ---- | ---- | ---- | ---- | ---- | ---- |
| Basilea      | –––– | 3-1  | 0-2  | 1-1  | 1-1  | 2-2  | 3-1  | 2-0  | 1-1  | 0-2  |
| Grasshoppers | 1-0  | –––– | 2-0  | 2-1  | 2-2  | 2-3  | 1-3  | 2-1  | 4-1  | 1-2  |
| Lucerna      | 0-1  | 1-0  | –––– | 2-2  | 1-1  | 0-1  | 1-2  | 3-1  | 1-1  | 4-1  |
| Lugano       | 2-2  | 5-1  | 1-1  | –––– | 1-1  | 1-1  | 2-0  | 2-1  | 2-0  | 2-0  |
| San Gallo    | 6-1  | 1-1  | 2-2  | 1-2  | –––– | 3-0  | 4-0  | 2-3  | 0-2  | 2-2  |
| Servette     | 3-3  | 2-1  | 0-3  | 0-0  | 1-1  | –––– | 5-0  | 1-1  | 2-1  | 4-0  |
| Sion         | 1-2  | 1-2  | 1-2  | 1-1  | 0-4  | 2-2  | –––– | 0-1  | 0-2  | 0-1  |
| Winterthur   | 1-4  | 1-2  | 1-2  | 1-0  | 1-0  | 0-1  | 1-1  | –––– | 1-1  | 0-2  |
| Young Boys   | 3-0  | 2-0  | 5-1  | 1-1  | 5-1  | 6-1  | 4-0  | 2-1  | –––– | 1-1  |
| Zurigo       | 1-1  | 2-1  | 2-1  | 2-3  | 1-0  | 1-1  | 2-2  | 1-1  | 2-2  | –––– |

## Spareggi

### Spareggio promozione-retrocessione
Allo spareggio sono ammesse la nona classificata in Super League e la seconda classificata in Challenge League.
|                      | Risultati |                      | Luogo e data           |
| -------------------- | --------- | -------------------- | ---------------------- |
| Stade Lausanne-Ouchy | 2-0       | Sion                 | Losanna, 3 giugno 2023 |
| Sion                 | 2-4       | Stade Lausanne-Ouchy | Sion, 6 giugno 2023    |
|                      |           |                      |                        |

## Statistiche

### Squadre

#### Capoliste solitarie
|    | ——         | ——         | —— | ——       | ——       | ——        | —— | ——         | ——         | ——         | ——         | ——         | ——         | ——         | ——         | ——         | ——         | ——         | ——         | ——         | ——         | ——         | ——         | ——         | ——         | ——         | ——         | ——         | ——         | ——         | ——         | ——         | ——         | ——         | ——         | —— |  |
|    | Young Boys | Young Boys |    | Young B. | Young B. | San Gallo |    | Young Boys | Young Boys | Young Boys | Young Boys | Young Boys | Young Boys | Young Boys | Young Boys | Young Boys | Young Boys | Young Boys | Young Boys | Young Boys | Young Boys | Young Boys | Young Boys | Young Boys | Young Boys | Young Boys | Young Boys | Young Boys | Young Boys | Young Boys | Young Boys | Young Boys | Young Boys | Young Boys | Young Boys |    |  |
|    |            |            |    |          |          |           |    |            |            |            |            |            |            |            |            |            |            |            |            |            |            |            |            |            |            |            |            |            |            |            |            |            |            |            |            |    |  |
|    |            |            |    |          |          |           |    |            |            |            |            |            |            |            |            |            |            |            |            |            |            |            |            |            |            |            |            |            |            |            |            |            |            |            |            |    |  |
| 1ª | 2ª         | 3ª         | 4ª | 5ª       | 6ª       | 7ª        | 8ª | 9ª         | 10ª        | 11ª        | 12ª        | 13ª        | 14ª        | 15ª        | 16ª        | 17ª        | 18ª        | 19ª        | 20ª        | 21ª        | 22ª        | 23ª        | 24ª        | 25ª        | 26ª        | 27ª        | 28ª        | 29ª        | 30ª        | 31ª        | 32ª        | 33ª        | 34ª        | 35ª        | 36ª        |    |  |

#### Classifica in divenire
|              | 1ª | 2ª | 3ª | 4ª | 5ª | 6ª | 7ª | 8ª | 9ª | 10ª | 11ª | 12ª | 13ª | 14ª | 15ª | 16ª | 17ª | 18ª | 19ª | 20ª | 21ª | 22ª | 23ª | 24ª | 25ª | 26ª | 27ª | 28ª | 29ª | 30ª | 31ª | 32ª | 33ª | 34ª | 35ª | 36ª |
|              |    |    |    |    |    |    |    |    |    |     |     |     |     |     |     |     |     |     |     |     |     |     |     |     |     |     |     |     |     |     |     |     |     |     |     |     |
| ------------ | -- | -- | -- | -- | -- | -- | -- | -- | -- | --- | --- | --- | --- | --- | --- | --- | --- | --- | --- | --- | --- | --- | --- | --- | --- | --- | --- | --- | --- | --- | --- | --- | --- | --- | --- | --- |
| Young Boys   | 3  | 6  | 7  | 8  | 11 | 14 | 14 | 17 | 20 | 23  | 24  | 27  | 28  | 31  | 32  | 35  | 38  | 41  | 42  | 45  | 46  | 47  | 48  | 51  | 54  | 54  | 57  | 58  | 61  | 61  | 64  | 67  | 68  | 71  | 71  | 74  |
| Basilea      | 1  | 2  | 5  | 6  | 6  | 9  | 9  | 12 | 15 | 15  | 16  | 17  | 20  | 20  | 21  | 21  | 22  | 22  | 22  | 25  | 26  | 27  | 30  | 31  | 31  | 34  | 35  | 36  | 36  | 39  | 42  | 42  | 42  | 43  | 44  | 47  |
| Lugano       | 0  | 0  | 3  | 3  | 6  | 6  | 9  | 9  | 12 | 15  | 16  | 16  | 16  | 17  | 20  | 23  | 26  | 27  | 27  | 28  | 29  | 30  | 31  | 34  | 35  | 35  | 36  | 37  | 40  | 43  | 46  | 47  | 50  | 51  | 54  | 57  |
| Lucerna      | 1  | 2  | 2  | 5  | 5  | 8  | 8  | 11 | 11 | 12  | 12  | 13  | 16  | 19  | 20  | 20  | 21  | 24  | 25  | 26  | 27  | 30  | 30  | 33  | 33  | 33  | 36  | 39  | 42  | 45  | 45  | 46  | 46  | 47  | 50  | 50  |
| Sion         | 3  | 3  | 4  | 7  | 8  | 8  | 11 | 14 | 14 | 15  | 18  | 18  | 19  | 19  | 20  | 20  | 20  | 21  | 21  | 21  | 22  | 22  | 23  | 23  | 23  | 26  | 27  | 30  | 30  | 30  | 31  | 31  | 31  | 31  | 31  | 31  |
| San Gallo    | 0  | 3  | 6  | 6  | 9  | 12 | 15 | 15 | 15 | 15  | 16  | 17  | 18  | 18  | 21  | 24  | 25  | 25  | 28  | 28  | 29  | 32  | 33  | 34  | 34  | 35  | 36  | 36  | 36  | 36  | 37  | 37  | 40  | 41  | 42  | 45  |
| Winterthur   | 1  | 1  | 1  | 1  | 2  | 2  | 2  | 2  | 5  | 6   | 9   | 12  | 12  | 15  | 16  | 16  | 16  | 16  | 19  | 20  | 21  | 22  | 23  | 23  | 26  | 26  | 26  | 29  | 29  | 29  | 29  | 32  | 32  | 32  | 32  | 32  |
| Zurigo       | 0  | 1  | 1  | 1  | 2  | 2  | 2  | 2  | 3  | 4   | 5   | 6   | 6   | 9   | 9   | 12  | 13  | 16  | 19  | 20  | 23  | 24  | 25  | 25  | 28  | 29  | 30  | 30  | 33  | 33  | 34  | 37  | 38  | 41  | 44  | 44  |
| Grasshoppers | 1  | 4  | 5  | 8  | 9  | 9  | 12 | 12 | 13 | 14  | 14  | 14  | 17  | 17  | 17  | 20  | 20  | 21  | 24  | 24  | 24  | 24  | 25  | 28  | 31  | 34  | 34  | 34  | 37  | 40  | 40  | 40  | 43  | 43  | 44  | 44  |
| Servette     | 3  | 4  | 5  | 8  | 8  | 11 | 14 | 17 | 17 | 18  | 19  | 22  | 23  | 24  | 25  | 25  | 28  | 29  | 29  | 32  | 33  | 34  | 35  | 35  | 36  | 39  | 40  | 41  | 41  | 44  | 45  | 48  | 51  | 54  | 55  | 58  |

#### Classifiche di rendimento

##### Rendimento andata-ritorno
| Andata       | Andata | Ritorno      | Ritorno |
|              |        |              |         |
| Young Boys   | 41     | Young Boys   | 33      |
| Servette     | 29     | Lugano       | 30      |
| Lugano       | 27     | Servette     | 29      |
| San Gallo    | 25     | Zurigo       | 28      |
| Lucerna      | 24     | Lucerna      | 26      |
| Basilea      | 22     | Basilea      | 25      |
| Grasshoppers | 21     | Grasshoppers | 23      |
| Sion         | 21     | San Gallo    | 20      |
| Zurigo       | 16     | Winterthur   | 16      |
| Winterthur   | 16     | Sion         | 10      |

##### Rendimento casa-trasferta
| Casa         | Casa | Trasferta    | Trasferta |
|              |      |              |           |
| Young Boys   | 46   | Young Boys   | 28        |
| Servette     | 33   | Lucerna      | 28        |
| Lugano       | 32   | Lugano       | 25        |
| San Gallo    | 30   | Servette     | 25        |
| Grasshoppers | 30   | Basilea      | 21        |
| Basilea      | 26   | Zurigo       | 21        |
| Zurigo       | 23   | Sion         | 21        |
| Lucerna      | 22   | San Gallo    | 15        |
| Winterthur   | 19   | Grasshoppers | 14        |
| Sion         | 10   | Winterthur   | 13        |

#### Primati stagionali
Squadre
- Maggior numero di vittorie: Young Boys (21)
- Maggior numero di pareggi: Servette (16)
- Maggior numero di sconfitte: Winterthur (20)
- Minor numero di vittorie: Sion (7)
- Minor numero di pareggi: Winterthur, Grasshoppers (8)
- Minor numero di sconfitte: Young Boys (4)
- Miglior attacco: Young Boys (82 gol fatti)
- Peggior attacco: Winterthur (32 gol fatti)
- Miglior difesa: Young Boys (30 gol subiti)
- Peggior difesa: Sion (73 gol subiti)
- Miglior differenza reti: Young Boys (+52)
- Peggior differenza reti: Winterthur (-34)
- Miglior serie positiva: Young Boys (18, 8ª-25ª)
- Peggior serie negativa: Sion (5, 32ª-36ª)
- Maggior numero di vittorie consecutive: Lucerna (4, 27ª-30ª)

Partite
- Più gol (9):

Sion-San Gallo 2-7, 12 novembre 2022
- Maggior scarto di gol (5): Servette-Sion 5-0, San Gallo-Basilea 6-1, Young Boys-Servette 6-1
- Maggior numero di reti in una giornata: 23 gol nella 8ª giornata, 23 gol nella 31ª giornata, 23 gol nella 6ª giornata
- Minor numero di reti in una giornata: 5 gol nella 11ª giornata
- Maggior numero di espulsioni in una giornata: 5 in 29ª giornata

### Individuali

#### Classifica marcatori
| Gol | Rigori |  | Giocatore               | Squadra      |
| --- | ------ |  | ----------------------- | ------------ |
| 21  | 2      |  | Jean-Pierre Nsame       | Young Boys   |
| 19  | 5      |  | Cedric Itten            | Young Boys   |
| 16  | 4      |  | Žan Celar               | Lugano       |
| 14  | 0      |  | Emmanuel Latte Lath     | San Gallo    |
| 12  | 1      |  | Zeki Amdouni            | Basilea      |
| 12  | 2      |  | Chris Bedia             | Servette     |
| 12  | 1      |  | Tosin Aiyegun           | Zurigo       |
| 11  | 3      |  | Jérémy Guillemenot      | San Gallo    |
| 11  | 5      |  | Max Meyer               | Lucerna      |
| 11  | 0      |  | Andi Zeqiri             | Basilea      |
| 9   | 1      |  | Lukas Görtler           | San Gallo    |
| 9   | 0      |  | Hayao Kawabe            | Grasshoppers |
| 9   | 0      |  | Giovanni Sio            | Sion         |
| 9   | 0      |  | Miroslav Stevanović     | Servette     |
| 8   | 0      |  | Ignacio Aliseda         | Lugano       |
| 8   | 0      |  | Mohamed El Amine Amoura | Lugano       |
| 8   | 2      |  | Renat Dadaşov           | Grasshoppers |
| 8   | 0      |  | Christian Fassnacht     | Young Boys   |
| 8   | 0      |  | Dejan Sorgić            | Lucerna      |

#### Media spettatori
| Club         | Pos. | Media  | Totale  | Abbonamenti |
| ------------ | ---- | ------ | ------- | ----------- |
| Young Boys   | 1    | 29 099 | 523 787 |             |
| Basilea      | 2    | 21 742 | 391 354 |             |
| San Gallo    | 3    | 17 553 | 315 960 |             |
| Zurigo       | 4    | 15 387 | 276 968 |             |
| Lucerna      | 5    | 12 775 | 229 945 |             |
| Servette     | 6    | 8 431  | 151 762 |             |
| Sion         | 7    | 8 375  | 150 750 |             |
| Winterthur   | 8    | 8 228  | 148 100 |             |
| Grasshoppers | 9    | 6 778  | 122 010 |             |
| Lugano       | 10   | 3 353  | 60 355  |             |

#### Arbitri
- Luca Cibelli (21)
- Sven Wolfensberger (19)
- Fedayi San (18)
- Urs Schnyder (18)
- Lukas Fähndrich (17)
- Stefan Horisberger (15)
- Luca Piccolo (14)
- Alessandro Dudic (11)

- Sandro Schärer (11)
- Esther Staubli (11)
- Alain Bieri (8)
- Anojen Kanagasingam (5)
- Mirel Turkes (5)
- Johannes von Mandach (4)
- Nico Gianforte (3)